# کلرید نیوبیم (IV)
کلرید نیوبیم(IV) (به انگلیسی: Niobium(IV) chloride) با فرمول شیمیایی NbCl۴ یک ترکیب شیمیایی است. که جرم مولی آن ۲۳۴٫۷۱۸ g/mol می‌باشد. شکل ظاهری این ترکیب، بلورهای سیاه و بنفش است.